# Gwardia Cesarska

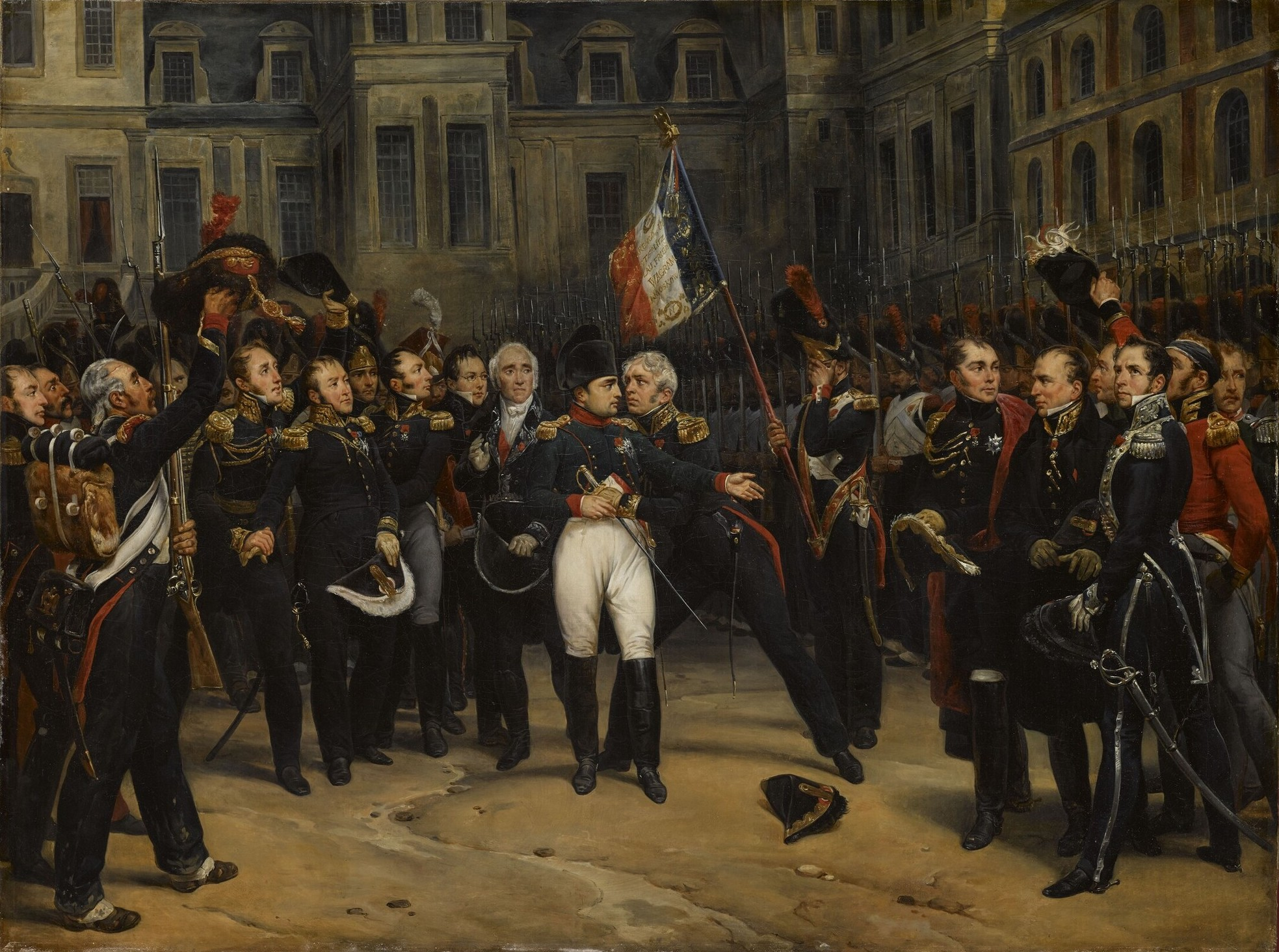
Pożegnanie Napoleona z Gwardią Cesarską w Fontainebleau (1814)

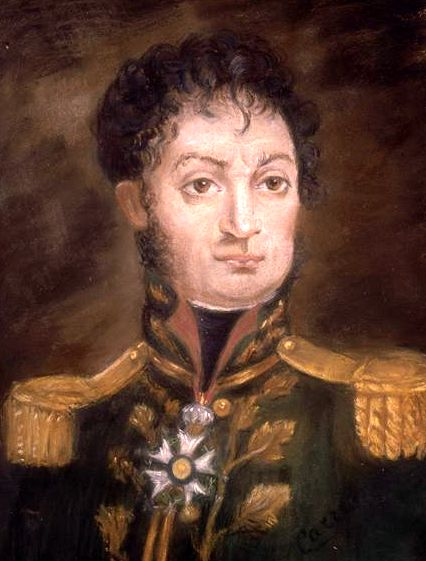
Generał Pierre Cambronne, któremu przypisuje się znaną odpowiedź pod Waterloo

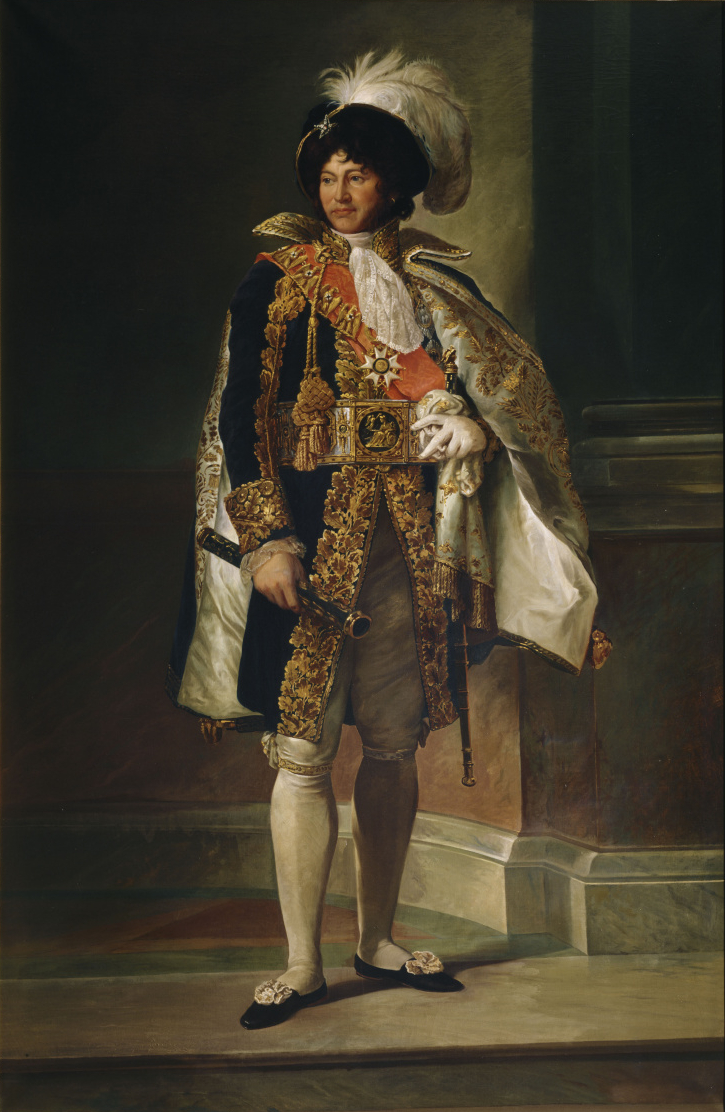
Joachim Murat, dowódca Gwardii Konsularnej 1800-1804

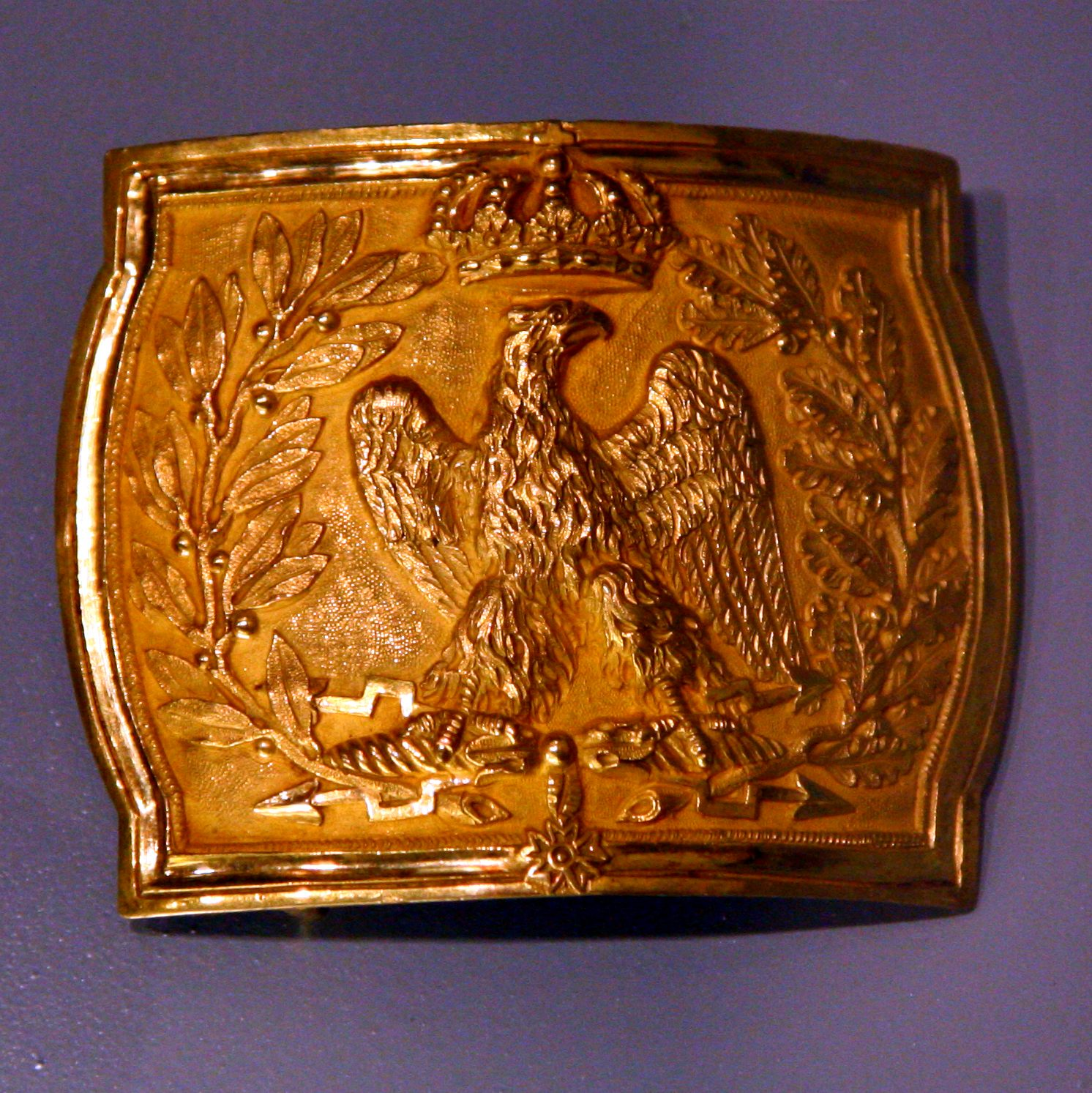
Sprzączka pasa oficera Gwardii Cesarskiej

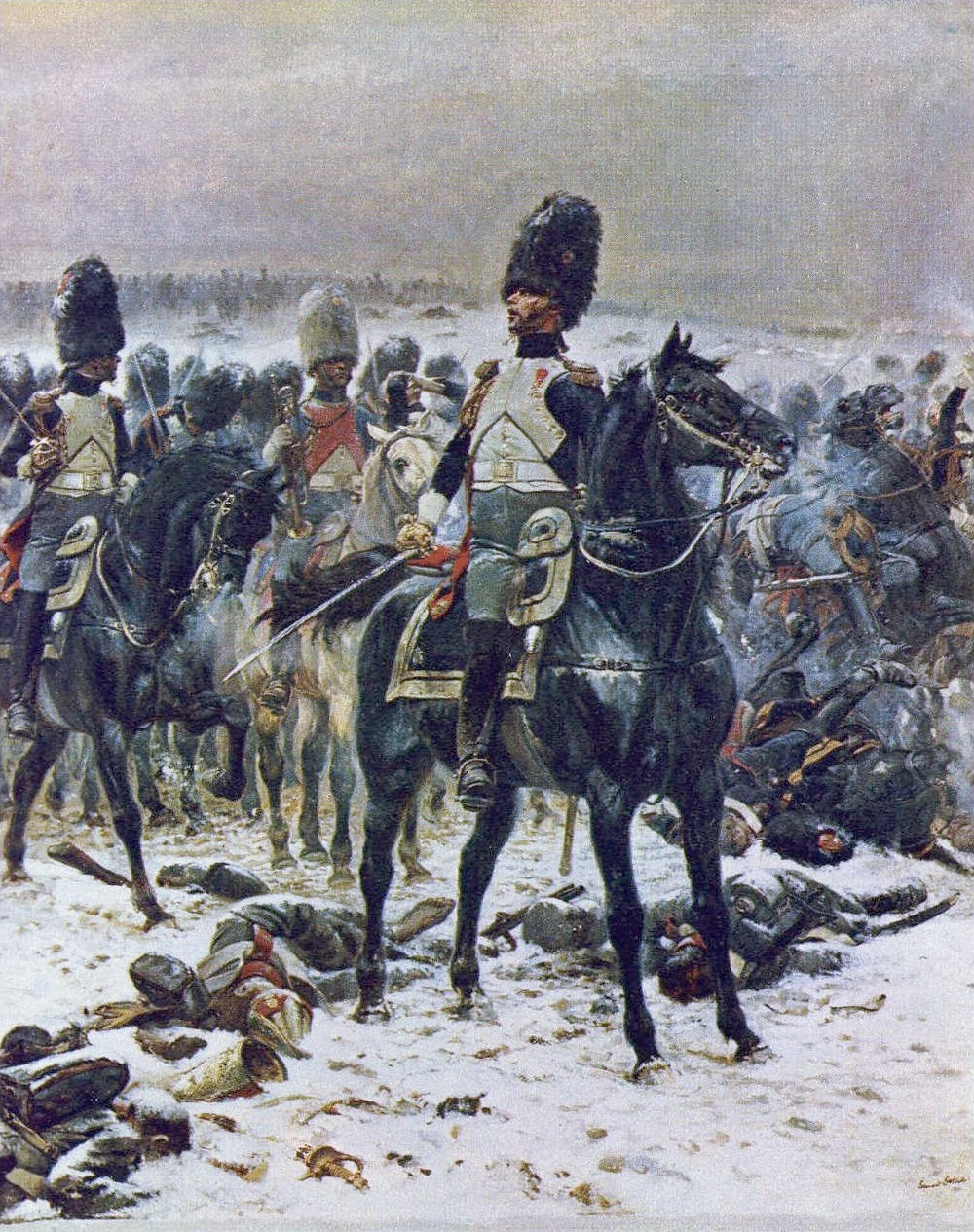
Grenadier Gwardii Cesarskiej pod Pruską Iławą (luty 1807)

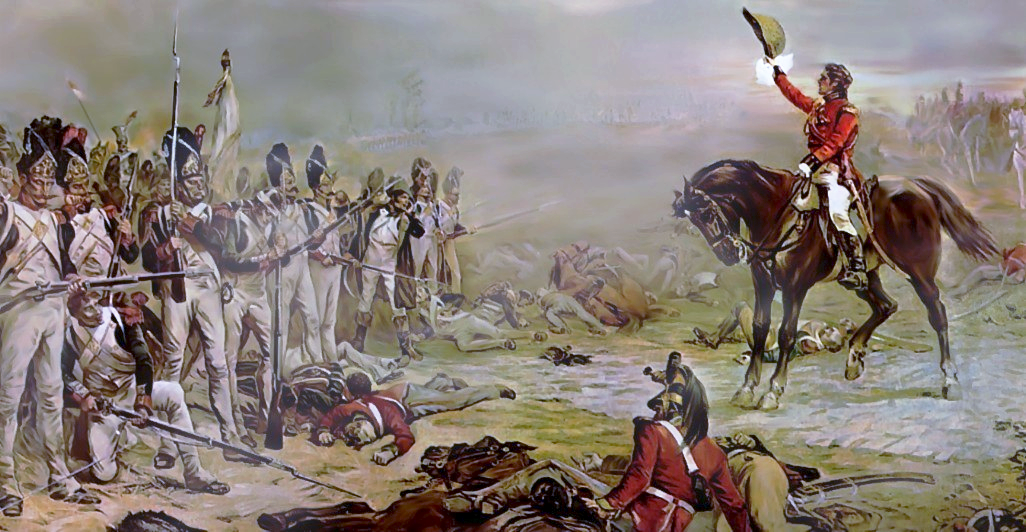
Generał Rowland Hill pod Waterloo wzywający Gwardię do kapitulacji

Szwoleżer Gwardii Cesarskiej w mundurze letnim pod Somosierrą

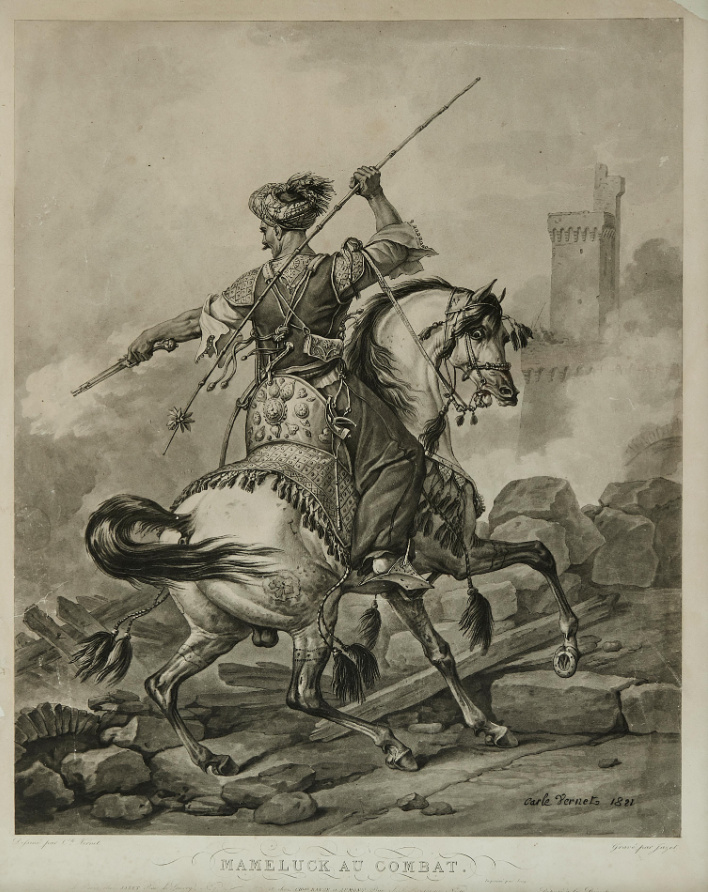
Mamelucki jeździec (rysunek z 1810)

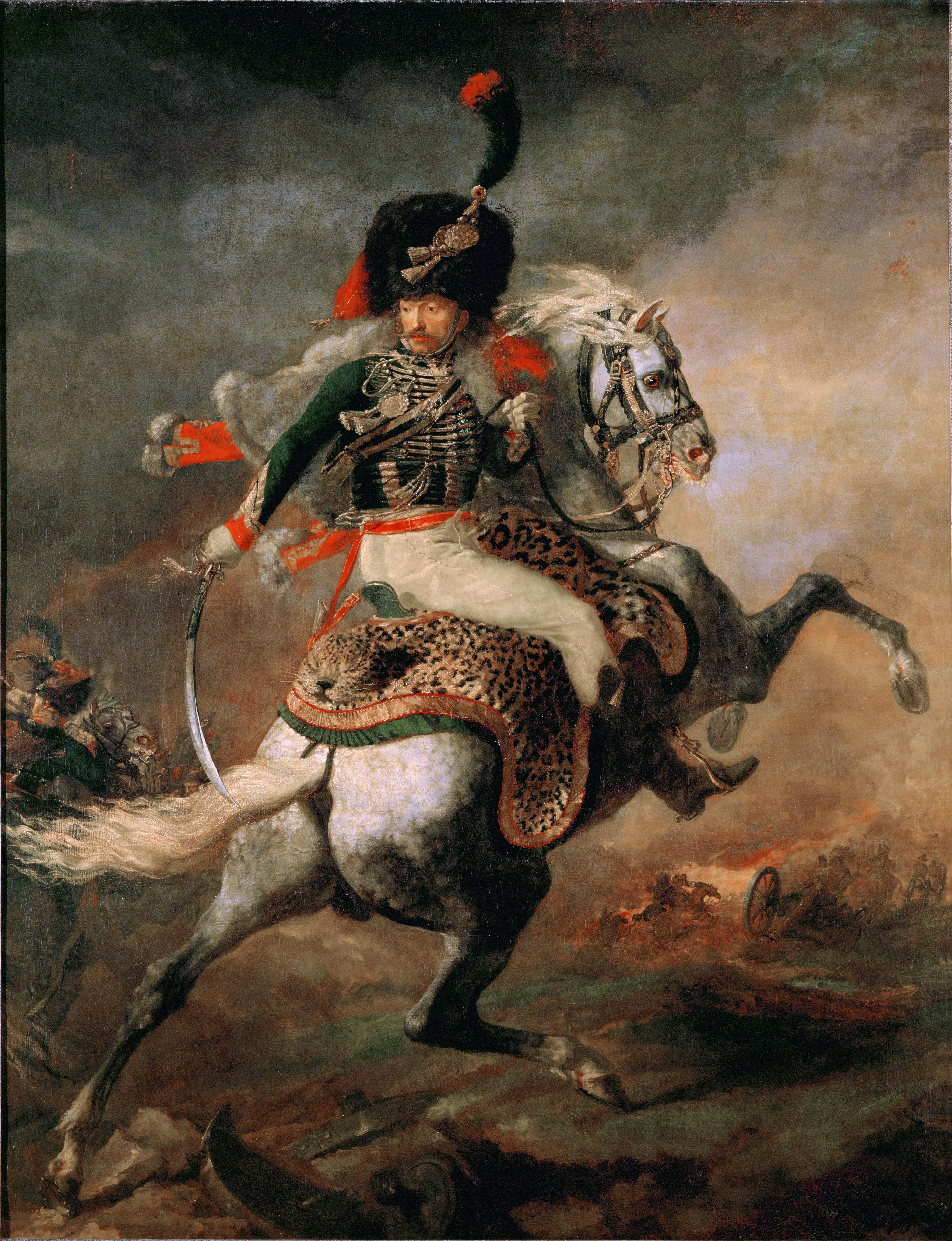
Szaser Gwardii Cesarskiej

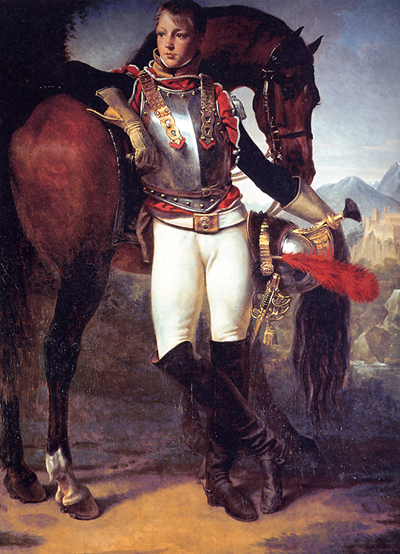
Kirasjer Gwardii Cesarskiej

Gwardia Cesarska (fr. Garde impériale) – francuskie elitarne jednostki wojskowe okresu I Cesarstwa Francuskiego, utworzone z najlepszych żołnierzy, przeznaczone do ochrony osoby cesarza, a równocześnie stanowiące rezerwę strategiczną Wielkiej Armii.

## Geneza
Wywodziła się z pozostałości dawnej Gwardii Królewskiej, które przetrwały jako Gwardia Zgromadzenia Narodowego (następnie Konwentu Narodowego i Ciała Ustawodawczego) oraz Gwardia Dyrektoriatu. Wkrótce po zamachu stanu 18 Brumaire'a Bonaparte dekretem z 3 stycznia 1800 połączył te formacje i utworzył z nich 2 bataliony grenadierów pieszych, kompanię strzelców pieszych, 2 szwadrony grenadierów konnych, kompanię strzelców konnych (szaserów) i kompanię artylerii konnej. Ta Gwardia Konsularna liczyła 2089 ludzi, a dowodził nią Joachim Murat.
14 listopada 1801 Bonaparte dokonał pierwszej reorganizacji Gwardii. Przydzielił do niej czterech generałów, mających dowodzić poszczególnymi rodzajami broni, co zapowiadało dalszy wzrost liczby gwardzistów. Louis Nicolas Davout objął dowództwo nad piechotą, Jean-Baptiste Bessières nad kawalerią, Nicolas Marie Songis nad artylerią. Nie obsadzono wówczas stanowiska dowódcy wojsk inżynieryjnych. Tego samego dnia powstały "korpusy" grenadierów pieszych i strzelców pieszych, złożone z 2 batalionów. Jean Rapp zaczął tworzyć szwadron mameluków, Anne Jean Marie René Savary zajął się natomiast formowaniem legionu żandarmerii wyborowej.
Najstarszych żołnierzy Gwardii, nieraz rannych i niezdolnych do czynnej służby, zebrano 12 lipca 1802 w kompanię weteranów, która od tego czasu pełniła służbę w pałacu Saint-Cloud. W ramach przygotowań do wojny z Anglią 17 września 1803 Bonaparte utworzył batalion marynarzy Gwardii, podzielony na 5 "załóg". 21 stycznia 1804 powstały 2 bataliony tzw. welitów (lekkich strzelców), przydzielone do grenadierów pieszych i do strzelców pieszych.

## Lata 1804-1811

10 maja 1804 Gwardię Konsularną przemianowano na Cesarską. Dowódcą całości Gwardii był sam cesarz. Nigdy w czasie istnienia I Cesarstwa nie mianował do tej funkcji namiestnika. Wyznaczył jednak czterech pułkowników-generałów jako dowódców poszczególnych formacji:
- Louis Nicolas Davout dowódca grenadierów Gwardii,
- Nicolas Jean de Dieu Soult dowódca strzelców pieszych Gwardii,
- Jean-Baptiste Bessières dowódca kawalerii Gwardii
- Édouard Mortier dowódca artylerii i marynarzy Gwardii.

Stan liczebny formacji wynosił w tym czasie 11 350 ludzi. Dwa lata później, podczas kolejnej reorganizacji, utworzono pułk dragonów cesarzowej oraz pułk fizylierów Gwardii, a także żandarmerię ordynansową. Kilka miesięcy później sformowany został 1 Pułk Szwoleżerów-Lansjerów Gwardii Cesarskiej.
W 1809 nastąpił rozdział na Starą i Młodą Gwardię:
- Stara Gwardia składała się z istniejących już pułków, uformowanych z żołnierzy mających 10 lat służby, dla których przynależność do Gwardii była nagrodą za czyny bojowe. Były to regimenty grenadierów pieszych i konnych, strzelców pieszych i konnych, dragonów, szwadron mameluków, polskich szwoleżerów, żandarmeria wyborowa oraz artyleria Gwardii.
- Młoda Gwardia, znacznie liczniejsza, miała być natomiast korpusem bojowym, używanym na polu walki. Zaliczono do niej fizylierów-grenadierów i fizylierów-strzelców pieszych, a także zupełnie nowe formacje tyralierów-grenadierów pieszych i tyralierów-strzelców pieszych.

W następnych trzech latach nastąpiła dalsza rozbudowa Gwardii (przede wszystkim Młodej). Powstały: batalion marynarzy (odtworzony po kapitulacji poprzedniego batalionu pod Baylen), 6 pułków tyralierów i 6 pułków woltyżerów, batalion pociągu zaprzęgów. W związku z likwidacją Królestwa Holandii w 1810 do Gwardii włączono pewne jednostki gwardii holenderskiej. Pułk grenadierów pieszych otrzymał numer 2, pułk huzarów stał się zaś 2 pułkiem szwoleżerów-lansjerów. Do Gwardii włączono również cztery pułki piechoty Legii Nadwiślańskiej.

## Kampania 1812 roku
Kilka miesięcy przed kampanią przeciw Rosji w 1812 cesarz dokonał nowego podziału jednostek Gwardii. Wyodrębnił tym samym Gwardię Starą, Średnią i Młodą, przy czym podział przebiegał nieraz wewnątrz pułków, zależnie od stażu.
Po kampanii w 1812 roku Napoleon nie tylko starał się odbudować Gwardię, ale także powiększyć jej liczebność, aby w ten sposób wzmocnić morale całej Wielkiej Armii po nieudanej wyprawie. Wśród nowych pułków były 3 regimenty eklererów, z których trzeci, złożony z Polaków, został przydzielony do polskich szwoleżerów Gwardii. Powstał także polski batalion Starej Gwardii.

## Lata 1813-1815
W kampaniach 1813–1814 Gwardia tworzyła siedem dywizji, które Napoleon traktował jako jednostki bojowe i kierował do walki niemal w każdej batalii.
Ludwik XVIII Burbon ordonansem z 12 maja 1814 rozwiązał wszystkie pułki Młodej i Średniej Gwardii. Natomiast Starą Gwardię znacznie okroił i zmienił w nowe formacje. Polski pułk szwoleżerów-lansjerów Gwardii powrócił do kraju. W czasie Stu Dni Napoleon odtworzył większość pułków, a ogólna liczebność Gwardii wzrosła do 112 tysięcy. Wiele pułków było jednak w trakcie tworzenia i na pole walki wyruszyła tylko część Gwardii.
Historia Gwardii Cesarskiej zakończyła się pod Waterloo, gdzie do końca walczył pułk grenadierów pieszych. Dowodzący starymi wiarusami generał Pierre Cambronne na propozycję angielskiego dowódcy Rowlanda Hilla: „Poddajcie się, waleczni Francuzi!”,  odpowiedział: La garde meurt, mais elle ne se rend pas („Gwardia umiera, ale się nie poddaje”).
Według odmiennych hipotez odpowiedź Cambronne’a brzmiała bardziej lakonicznie: Merde! („Gówno!”), natomiast pierwszą wersję zmyśliła francuska prasa – albo też lekceważąca odpowiedź pochodziła od jednego z żołnierzy Gwardii (mogła być sarkastycznym komentarzem podniosłych słów dowódcy lub ich zbanalizowaną żołnierskim językiem parafrazą jako reakcją na wezwanie do kapitulacji).
Ludwik XVIII rozwiązał wszystkie pułki Gwardii jesienią 1815 roku.

## Liczebność Gwardii Cesarskiej
| Rok  | Liczba żołnierzy                    |
| ---- | ----------------------------------- |
| 1800 | 3000                                |
| 1804 | 9798                                |
| 1805 | 12 187                              |
| 1810 | 32 150                              |
| 1812 | 112 482                             |
| 1813 | 92 472 (w większości Młoda Gwardia) |
| 1814 | 48 500                              |
| 1815 | 25 870                              |

## Literatura
- Robert Bielecki, "Wielka Armia Napoleona", Wydawnictwo Bellona, Warszawa 1995, ISBN 83-11-09889-1.
- Jean Tranié, artykuł "Garde impériale", w: Jean Tulard (Hrsg.): Dictionnaire Napoléon, Paris 1989, ISBN 2-213-02286-0, strony 775–777.
- Henry Lachouque, "Napoléon et la Garde impériale", Paris 1957 – również dostępne w angielskim tłumaczeniu jako "The anatomy of glory: Napoleon and his guard", przetłumaczone z francuskiego przez Anne S. K. Brown, z wprowadzeniem Johna R. Eltinga, 4. wydanie, London 1997, ISBN 1-85367-264-5.
- G. Charmy, "Splendeur des Uniformes de Napoléon", Evreux 2003, tom 2: "La Garde impériale à pied", ISBN 2-914417-09-8 jak i tom 3: "La Garde Impériale à cheval", ISBN 2-914417-10-1.